# Сенекерим Арцруни
Сенекерим Арцруни (Сенекерим-Ованнес, 968/969 — 1024 или 1026/1027) — последний царь Васпуракана из династии Арцрунидов в южной Армении в 1003—1021 годах, с 1022 — первый царь Армянской Киликии. Сенекерим правил во времена правления византийского императора Василия II Болгаробойцы.
В начале XI столетия Васпураканское царство подверглось набегам тюркских племён. Воспользовавшись этим, император Василий II в 1021 году вынудил его сына Давида уступить свои владения Византии. Взамен Сенекерим Арцруни получил город Себастию с округом. По мнению Анонима Арцруни, продолжителя «Истории дома Арцруни», Сенекерим переселился туда в 1023 году с 14 тысячами воинов и женщин и детей. В качестве магистра он управлял своим поместьем в Каппадокии и Малой Армении непосредственно из Сиваса. Под его руководством возникли города Арапгир и Акн.
Сенекерим был похоронен в монастыре у подножия горы Варак, который был построен по его указу вместе с храмом на самой горе. После смерти его жена была похоронена рядом с ним.